# Медаль Карла Крамаржа
Медаль Карла Крамаржа (чеш. Medaile Karla Kramáře) — высшая награда премьер-министра Чешской Республики, имеющая статус памятной медали.
Медаль была учреждена по случаю 90-летия со дня создания первого чехословацкого правительства в 2008 году. Медаль была названа в честь первого премьер-министра Чехословакии Карла Крамаржа.
Памятная медаль, вручённая премьер-министром, не является ни государственной наградой, ни материальной наградой, а символом. Премьер-министр вручает медаль как напоминание тем, кого премьер-министр как политик решил поблагодарить за доказанные заслуги в восстановлении демократии, прав и свобод человека.